# الدوري التشيلي لكرة القدم 1970
الدوري التشيلي لكرة القدم 1970 (بالإسبانية: Primera División de Chile 1970)‏ هو الموسم 38 من الدوري التشيلي لكرة القدم. كان عدد الأندية المشاركة فيه 18، وفاز فيه كولو-كولو.